# Pryzmat obiektywowy
Pryzmat obiektywowy – pryzmat o małym kącie łamiącym, nakładany na obiektyw refraktora lub tubus reflektora. Stosowany do jednoczesnego wykonywania widm wielu gwiazd w polu widzenia teleskopu. Metoda znalazła zastosowanie w szybkiej identyfikacji obiektów o osobliwym widmie, z intensywnymi liniami emisyjnymi.